# قطوره

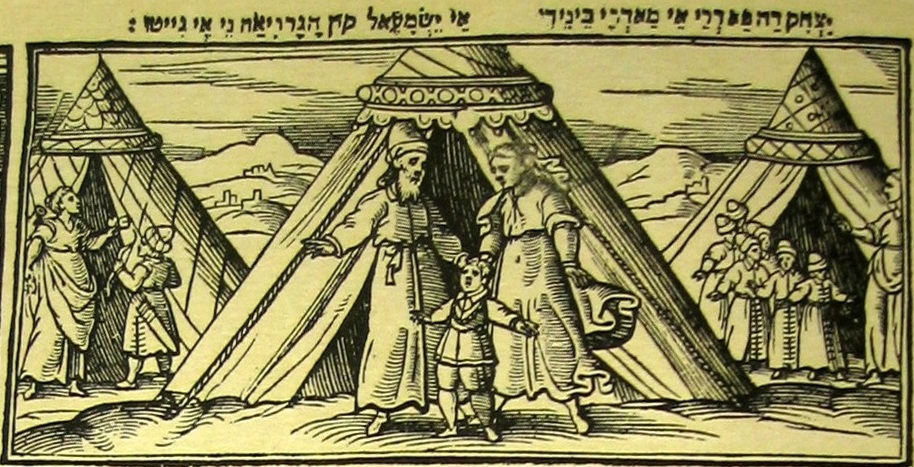
بخشی از هاگادا ونیز در سال 1609. سه همسر ابراهیم و پسرانش را نشان می دهد.در مرکز سارا و اسحاق، در سمت چپ هاجر و اسماعیل و در سمت راست کتورا و فرزندانش قرار دارند.

قطوره، بر اساس باورهای یهودی و مسیحی و کتاب مقدس همسر ابراهیم، و مادر شش پسر ابراهیم به نامهای زمران، یُقشان، مَدان، مِدیان، یِشباق و شوحا بوده‌است. پدر زن موسی، یثرو (شعیب) را از نسل مدیان دانسته‌اند.در عقاید بهائیت ، حسینعلی نوری پیامبر بهائیت از نسل فرزندان قطوره و ابراهیم است